# Regla Goldwater
La regla Goldwater és el nom informal donat a la secció 7.3 del codi de deontologia de l'Associació americana de psiquiatria. Estipula que és contrari a l'ètica, per als psiquiatres, de donar un parer professional sobre personalitats que no han sigut examinades en persona i de les quals no han obtingut el consentiment per a evocar-ne la salut mental en declaracions públiques. El nom fa referència a Barry Goldwater, candidat a la presidència americana l'any 1964.
La qüestió es va posar el 1964, quan la revista Fact va publicar l'article « The Unconscious of a Conservative: A Special Issue on the Mind of Barry Goldwater » (literalment: « L'Inconscient d'un conservador: un número especial sobre la salut mental de Barry Goldwater »). La revista va interrogar psiquiatres americans, per saber si el senador Barry Goldwater era apte a ser president. Goldwater va presentar una demanda contra la revista.
Susan Radant, psicoanalista i psicòloga clínica i directora de la Seattle Psychoanalytic Society and Institute, pensa que és hora de desempallegar-se de la regla de Goldwater. Ella s'inquieta de la competència de Donald Trump, fins i tot de la seva estabilitat emocional, la seva integritat i la seva honradesa.

## La regla
La Secció 7.3, va aparèixer a la primera edició de l'APA del codi de deontologia el 1973 i és encara en vigor l'any 2017.